# Basket Team Crema 2016-2017
Nella stagione 2016-2017 il Basket Team Crema militava in Serie A2 ed era sponsorizzato dalla TEC-MAR.

## Risultati stagionali

### Prima fase, Girone A
Durante la stagione regolare la squadra giungeva al quarto posto acquisendo il diritto a disputare i play-off promozione.
|  |     | Classifica                      | Pt | G  | V  | P  | PtF  | PtS  | Dif  |
|  | --- | ------------------------------- | -- | -- | -- | -- | ---- | ---- | ---- |
|  | 1.  | Geas Sesto San Giovanni         | 44 | 26 | 22 | 4  | 1761 | 1323 | +438 |
|  | 2.  | Scotti USE Rosa Empoli          | 42 | 26 | 21 | 5  | 1721 | 1527 | +194 |
|  | 3.  | Ceprini Costruzioni Orvieto     | 40 | 26 | 20 | 6  | 1778 | 1527 | +251 |
|  | 4.  | Tec-Mar Crema                   | 38 | 26 | 19 | 7  | 1695 | 1384 | +311 |
|  | 5.  | Il Ponte Casa d'Aste Milano     | 36 | 26 | 18 | 8  | 1621 | 1383 | +238 |
|  | 6.  | B&P Costa Masnaga               | 34 | 26 | 17 | 9  | 1873 | 1553 | +320 |
|  | 7.  | Basket Club Castelnuovo Scrivia | 32 | 26 | 16 | 10 | 1498 | 1472 | +26  |
|  | 8.  | Fassi Albino                    | 24 | 26 | 12 | 14 | 1466 | 1577 | -111 |
|  | 9.  | Basket San Salvatore Selargius  | 18 | 26 | 9  | 17 | 1613 | 1636 | -23  |
|  | 10. | Virtus Cagliari                 | 18 | 26 | 9  | 17 | 1525 | 1676 | -151 |
|  | 11. | Castel Carugate                 | 14 | 26 | 7  | 19 | 1489 | 1812 | -323 |
|  | 12. | CUS Cagliari                    | 12 | 26 | 6  | 20 | 1362 | 1700 | -338 |
|  | 13. | Itas Aew Bolzano                | 10 | 26 | 5  | 21 | 1495 | 1762 | -267 |
|  | 14. | Mercede Alghero                 | 2  | 26 | 1  | 25 | 1333 | 1898 | -565 |

#### Quarti di finale
Date: 23 e 27 aprile 2017
| Squadra 1     | Totale | Squadra 2                   | Gara 1 | Gara 2 | Gara 3 |
| ------------- | ------ | --------------------------- | ------ | ------ | ------ |
| Tec-Mar Crema | 2-0    | Il Ponte Casa d'Aste Milano | 74-61  | 61-52  | -      |

#### Semifinali
Date: 7, 11 e 14 maggio 2017
| Squadra 1           | Totale | Squadra 2     | Gara 1 | Gara 2 | Gara 3 |
| ------------------- | ------ | ------------- | ------ | ------ | ------ |
| Matteiplast Bologna | 2-1    | Tec-Mar Crema | 49-45  | 49-60  | 77-58  |

Al termine del girone finale la squadra manteneva il diritto a rimanere in serie A2.

## Roster A2 2016-2017
|  | Naz.                | Ruolo | Sportivo            | Anno | Alt. |  |  |
|  | ------------------- | ----- | ------------------- | ---- | ---- |  |  |
|  | Italia (bandiera)   | G     | Paola Caccialanza   | 1989 | 178  |  |  |
|  | Italia (bandiera)   | G     | Martina Capoferri   | 1991 | 174  |  |  |
|  | Italia (bandiera)   | A     | Carolina Cerri      | 1999 | 177  |  |  |
|  | Italia (bandiera)   | C     | Gilda Cerri         | 1990 | 185  |  |  |
|  | Italia (bandiera)   | P     | Camilla Conti       | 1994 | 169  |  |  |
|  | Italia (bandiera)   | A     | Alice Donzelli      | 1999 | 178  |  |  |
|  | Italia (bandiera)   | A     | Noemi Maiocchi      | 1998 | 170  |  |  |
|  | Italia (bandiera)   | G     | Alice Mandelli      | 1993 | 172  |  |  |
|  | Italia (bandiera)   | A     | Francesca Parmesani | 1998 | 183  |  |  |
|  | Italia (bandiera)   | A     | Martina Picotti     | 1990 | 184  |  |  |
|  | Italia (bandiera)   | P     | Norma Rizzi         | 1993 | 172  |  |  |
|  | Lettonia (bandiera) | A     | Ieva Veinberga      | 1984 | 182  |  |  |
|  | Italia (bandiera)   | P     | Greta Visigalli     | 1999 | 172  |  |  |
|  | Italia (bandiera)   | A     | Cecilia Zagni       | 1995 | 180  |  |  |

### Staff tecnico
| Allenatore:           | Luca Visconti   |
| Primo assistente:     | Daniela Doldi   |
| Preparatore atletico: | Giancarlo Arisi |